# Еберхард I (граф на Вюртемберг)
Еберхард I фон Вюртемберг Светли (на немски: Eberhard I von Württemberg, „der Erlauchte“, * 13 март 1265 в Щутгарт, † 5 юни 1325 също там) е от 1279 до 1325 г. граф на Вюртемберг.
Той е син на граф Улрих I от Вюртемберг (1226, † 25 февруари 1265) и втората му съпруга Агнес от Силезия-Лужица (1242 – 1265) от род Пясти, дъщеря на херцог Болеслав II от Силезия. Баща му умира малко преди той да се роди, а майка му при неговото раждане.
Еберхард I управлява самостоятелно след полубрат си Улрих II, който умира на 18 септември 1279 г., а неговият опекун граф Хартман I фон Грюнинген през 1280 г.
Еберхард тактира между краля и гегенкраля и печели територии. Неговото участие във войната във Бохемия му донася допълнители финансови средства, с които купува земи и градове от обедняли благородници в Швабия.
Той е погребан в манастирската църква на Щутгарт.

## Фамилия
Еберхард се жени три пъти. С първата си съпруга, вероятно Аделхайд фон Верденберг, той има един син и една дъщеря:
- Улрих (* сл. 1285, † 1315)
- Агнес (* пр. 1300, † пр. 1349), графиня на Верденберг

От втората му съпруга Маргарета Лотарингска, дъщеря на херцога на Горна Лотарингия Фридрих III, той има един син:
- Улрих III (* 1286/1291, † 11 юли 1344), от 1325 до 1344 г. граф на Вюртемберг

След смъртта на Маргарета той се жени на 21 юни 1296 г. за маркграфиня Ирменгард фон Баден (* 1270, † 8 февруари 1320), дъщеря на маркграф Рудолф I фон Баден. С нея той има вероятно три дъщери:
- Агнес (* 1295, † 1317), графиня на Йотинген, ∞ пр. 3 март 1313 г. за граф Лудвиг VI фон Йотинген († 29 септември 1346)
- Аделхайд Мехтхилд (* 1295/1300, † 13 септември 1342),∞ пр. 21 декември 1306 г. за граф Крафт II фон Хоенлое († 3 май 1344)
- Ирменгард (* сл. 1300, † 1329), ∞ април 1318 г. за граф Рудолф I фон Хоенберг († 1336)

Освен това Еберхард има извънбрачен син Улрих фон Хьофинген, клерик.